# 石田裕子
石田 裕子（いしだ ゆうこ、1983年8月29日 - ）は、日本のタレント、女性アーティスト、グラビアアイドルである。
大阪府出身。先駆舎を経てプラチナムプロダクションに所属していたが、現在は退所している。

## 人物・来歴
- 2001年、テレビ番組『バトラク』から派生したダンスユニット「SOUL TIGER」のメンバーとしてデビュー。その後、ミスマガジン2002・読者特別賞や2003年テイジンイメージガールとして活躍。
- 2007年10月25日、東京国際フォーラムにおいて「第16代・2008 トリンプ・イメージガール」への選出が発表され、ランジェリー姿を初公開した[1]。
- 2007年12月、『ZAKZAK』（夕刊フジ、産業経済新聞社）のアイドル企画「ZAK THE QUEEN 2007」 でグランプリを受賞。
- 一時期は「Juan（ゆあん）」としてソロ・アーティスト活動を行っていたが、2008年3月5日、石田裕子名義でシングル「Missin' U」をリリース。同年7月30日には2作目のシングル「Changes」を発売した。
- KONANと同居していたが、現在は解消している。

## 活動内容

### テレビ
- めざましテレビ：早耳トレンドNo.1リポーター（2002年10月〜2003年3月、フジテレビ）

### ラジオ
- イマドキッ土曜日（2008年4月5日〜2008年9月27日、MBSラジオ）

### CM
- アートネイチャー「ヘア・フォーライフ アルトナ」（2008年）

### キャンペーンガール
- ミスマガジン2002 読者特別賞
- 2003年テイジンイメージガール
- 2008年トリンプ・イメージガール

### DVD・ビデオ
- 「ミスマガジン2002・石田裕子」（2002年10月発売・バップ）
- 「楽園」（2008年1月発売・竹書房）

### 写真集
- ミスマガジン2002「ビキニ・スペシャル」（2002年10月、講談社）ISBN 978-4-06-179384-2
- 恋するランジェリー（2008年5月、双葉社） ISBN 978-4575300352

### CD
SOUL TIGER名義
- 「scream」（マキシシングルCD・2001年11月）
- 「Why?」（マキシシングルCD・2002年3月）

Juan名義
- 「SAYONARA」（マキシシングルCD・2005年3月）
- 「Beautiful」（アルバムCD・2005年8月）
- 「Call me back Boy」（アルバムCD・2006年9月）

石田裕子名義
- 「Missin' U」（マキシシングルCD・2008年3月）
- 「Changes」(マキシシングルCD・2008年7月）
  - トリンプ「恋するブラ わたしシルエット」CMソング